# Ar-Namys
Ar-Namys (Schreibweise Kirgisisch Ар-намыс, auf Deutsch: Würde) ist eine prorussische kirgisische politische Partei.

## Geschichte
Ar-Namys wurde am 9. Juli 1999 von Felix Kulow gegründet, um Teile der Opposition vor den Parlaments- und Präsidentschaftswahlen 2000 zu vereinen und wurde aufgrund der politischen Relevanz Kulows schnell eine wichtige Oppositionspartei. Vor allem im Norden bekam die Partei Wähler. Jedoch wurde die Partei 2000 nicht ins Dschogorku Kengesch gewählt. Askar Akajews Regierung wurden Manipulationen vorgeworfen. 2002 war die Partei einer der Hauptverantwortlichen für den Rücktritt der kirgisischen Regierung. Zwar wurde die kirgisische Regierung damit neugewählt und die Opposition bekam mehr Rechte zugesprochen, aber Akajew wurde erst 2005 in der Tulpenrevolution abgesetzt.
Nach Auszählen von 84 Prozent der Stimmen erreichte Ar-Namys bei der Parlamentswahl in Kirgisistan 2010 mit 7,5 Prozent der Stimmen den dritten Platz und war somit eine der fünf im Parlament vertretenen Parteien.

## Ausrichtung
Erklärtes Ziel war es, Korruption zu bekämpfen sowie Ordnung und Wohlstand zu fördern. Die Partei versprach eine ausgewogenere Wirtschaftspolitik, die, anstatt völlig zu privatisieren, Schutzmechanismen enthalten sollte, und auch für ärmere Schichten Arbeitsmöglichkeiten bietet, wodurch die Arbeitslosigkeit abnehmen sollte.
Ar-Namys kooperiert auf internationaler Ebene mit der Partei Einiges Russland.